# Challenger de Todi 2016

El torneo Internazionali di Tennis dell'Umbria 2016 es un torneo profesional de tenis. Pertenece al ATP Challenger Series 2016. Se disputará su 10.ª edición sobre superficie tierra batida verde, en Todi, Italia entre el 04 al el 10 de julio de 2016.

## Jugadores participantes del cuadro de individuales
| Favorito | País                  | Jugador              | Rank1 | Posición en el torneo |
| -------- | --------------------- | -------------------- | ----- | --------------------- |
| 1        | Bandera de Eslovaquia | Andrej Martin        | 105   | Cuartos de final      |
| 2        | Bandera de Italia     | Marco Cecchinato     | 130   | Semifinales           |
| 3        | Bandera de Argentina  | Marco Trungelliti    | 150   | Semifinales           |
| 4        | Bandera de Hungría    | Márton Fucsovics     | 163   | Cuartos de final      |
| 5        | Bandera de Italia     | Alessandro Giannessi | 164   | Cuartos de final      |
| 6        | Bandera de Italia     | Luca Vanni           | 171   | Cuartos de final      |
| 7        | Bandera de Argentina  | Facundo Argüello     | 175   | Primera ronda         |
| 8        | Bandera de Turquía    | Marsel İlhan         | 180   | Primera ronda         |

- 1 Se ha tomado en cuenta el ranking del 26 de junio de 2016.

### Otros participantes
Los siguientes jugadores recibieron una invitación (wild card), por lo tanto ingresan directamente al cuadro principal (WC):
- Federico Gaio
- Stefano Napolitano
- Gianluigi Quinzi
- Lorenzo Sonego

Los siguientes jugadores ingresan al cuadro principal tras disputar el cuadro clasificatorio (Q):
- Tomislav Brkić
- Salvatore Caruso
- Ramkumar Ramanathan
- Miljan Zekić

## Campeones

### Individual Masculino
- Miljan Zekić derrotó en la final a  Stefano Napolitano, 6–7(6), 6–4, 6–3

### Dobles Masculino
- Marcelo Demoliner /  Fabrício Neis derrotaron en la final a  Salvatore Caruso /  Alessandro Giannessi, 6–1, 3–6, [10–5]